# Schloss Finckenstein

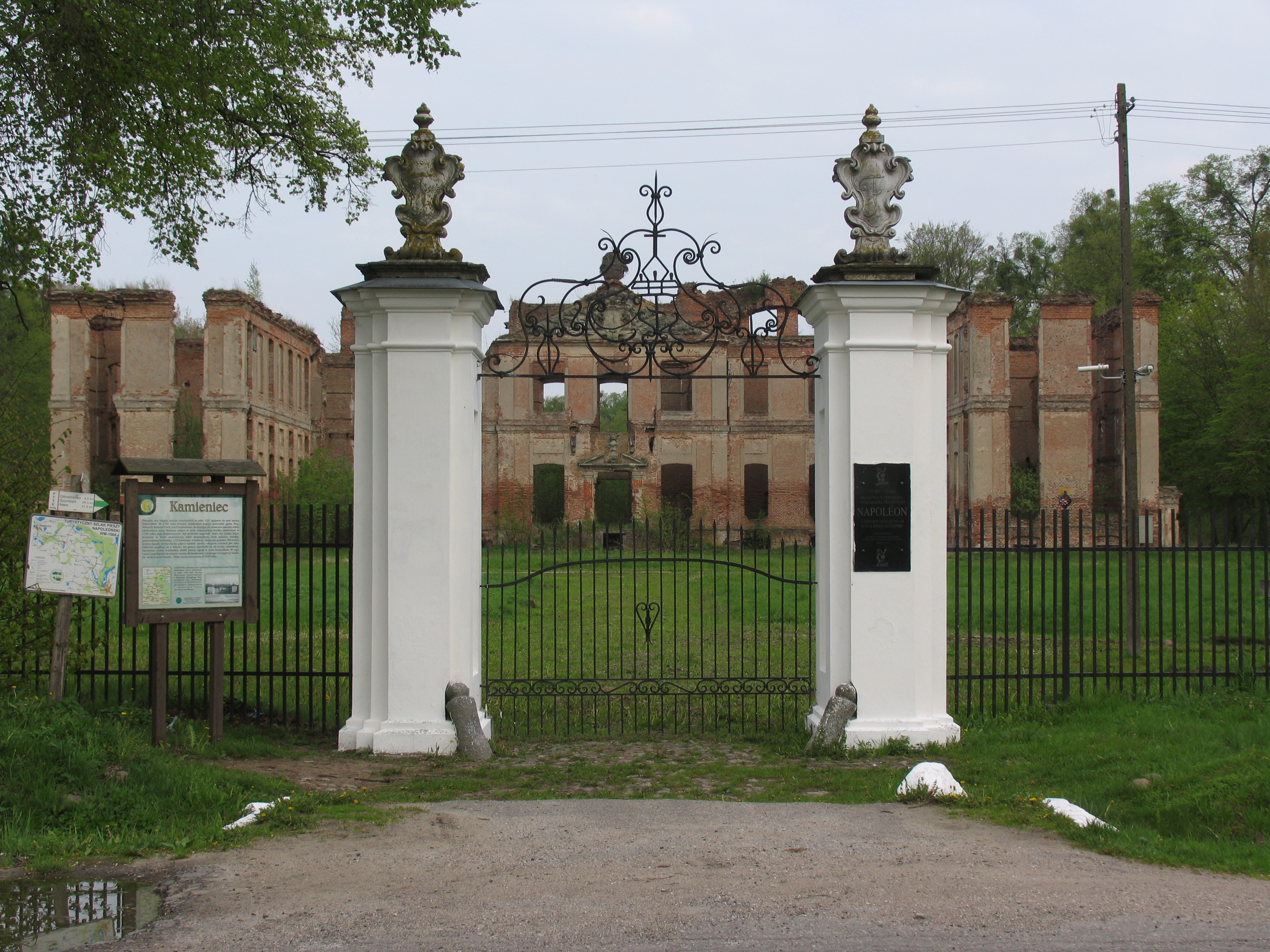
Ruine von Schloss Finckenstein (2010), erhaltenes Eingangstor

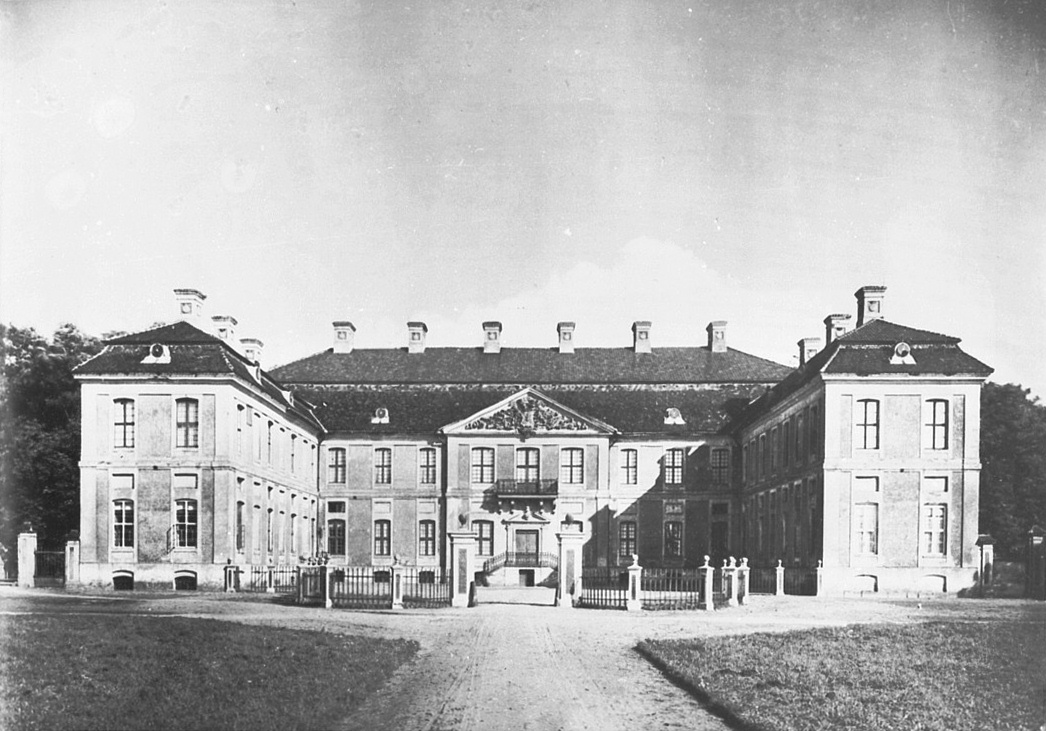
Schloss Finckenstein, Fotografie vor 1931

Schloss Finckenstein (polnisch Kamieniec) war ein 1720 errichtetes Barockschloss im ehemaligen Landkreis Rosenberg in Westpreußen, etwa sieben Kilometer nordöstlich von Rosenberg, heute in der polnischen Woiwodschaft Ermland-Masuren gelegen. Seit 1945 ist das Schloss eine Ruine.

## Geschichte

### 18. Jahrhundert
In den Jahren 1716 bis 1720 wurde das Schloss im Auftrag des Generalleutnants Albrecht Konrad Finck von Finckenstein errichtet, vermutlich nach einem Entwurf von Jean de Bodt und unter Leitung von John von Collas. Der Bau entsprach dem Wunsch des Preußischen Königs Friedrich I. und seines Nachfolgers Friedrich Wilhelm I. Das 1701 neu gegründete Königreich Preußen sollte zur kulturellen Repräsentation mit einigen prächtigen Barockschlössern versehen werden, daher entstanden im Wettbewerb untereinander fast gleichzeitig auch die Schlösser Friedrichstein und Dönhoffstädt (Grafen Dönhoff), Schlobitten und Schlodien (Grafen Dohna) und Capustigall (Grafen Waldburg), von denen heute nur noch Dönhoffstädt existiert.
Schloss und Gutsherrschaft blieben bis 1782 im Besitz der Familie Finck von Finckenstein, nach denen der einstige Ort Habersdorf benannt worden war. Danach erbten die Burggrafen zu Dohna-Schlobitten den Besitz, wobei ein Großteil der Möbel nach Schlobitten kam.

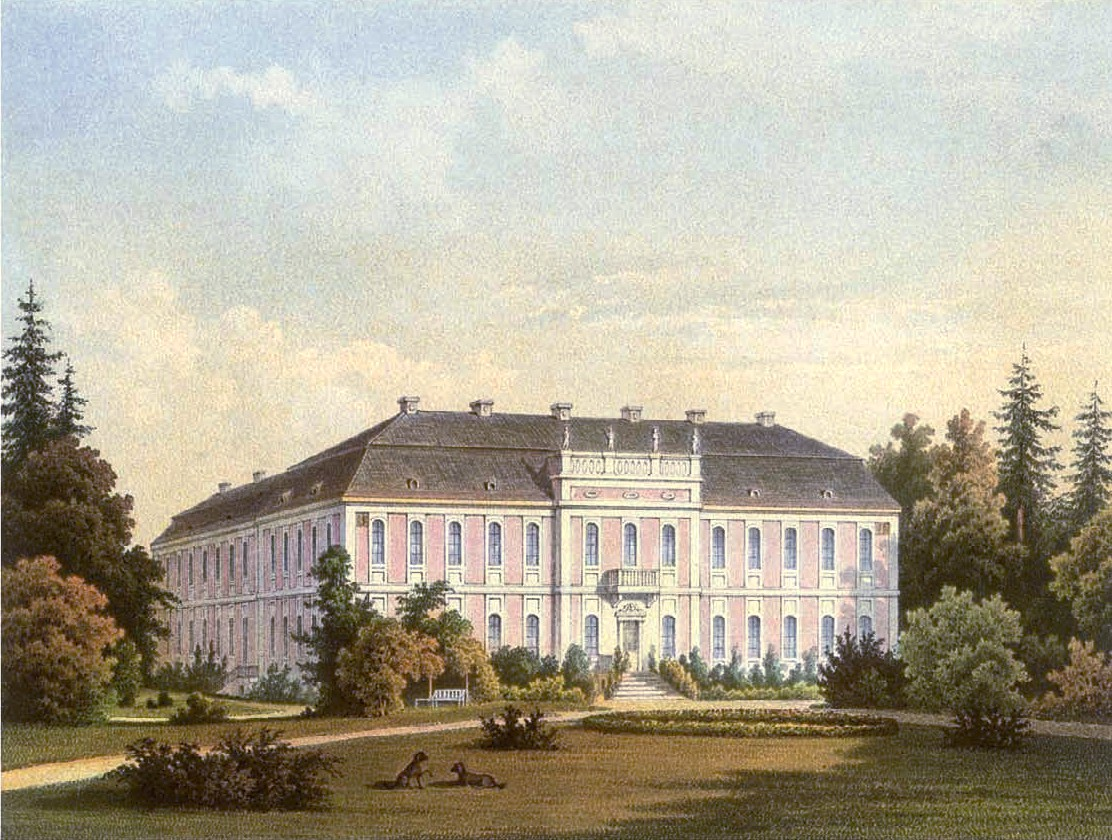
Schloss Finckenstein, Gartenseite um 1861/62, nach der Sammlung Alexander Duncker

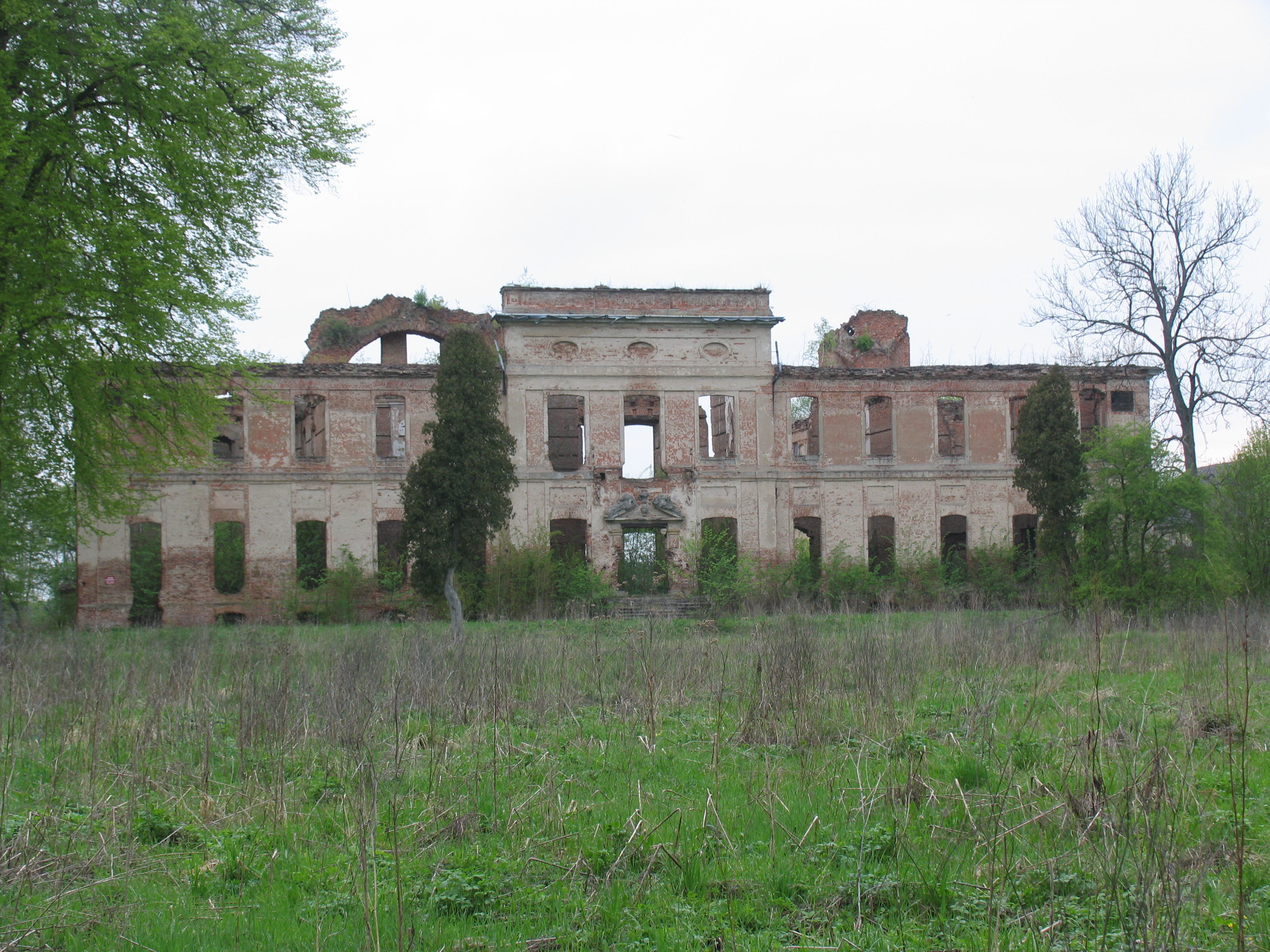
Zustand im Jahr 2010, Blick von der Gartenseite

### 19. Jahrhundert und Hauptquartier Napoleons 1807
Das Schloss erfuhr durch den Aufenthalt Napoleon Bonapartes größere Bekanntheit, der es während des Vierten Koalitionskrieges vom April bis Juni 1807 als Hauptquartier nutzte. Als er das Schloss erstmals erblickte, rief Napoléon: „Enfin un château“ (Endlich ein Schloss). An diesem Ort wurde auch der Vertrag von Finckenstein zwischen Frankreich und Persien unterschrieben. Napoléon verbrachte seine Zeit auf Schloss Finckenstein mit der polnischen Gräfin Maria Walewska.
Nach Friedrich Alexander Graf Dohna-Schlobitten, dem Schwiegersohn von Graf Finckenstein, übernahmen Alexander II. von Dohna und dann dessen zweiter Sohn Wilhelm Graf Dohna den Besitz Finckenstein.

### 20. Jahrhundert
Nach dem Gothaischen Genealogischen Taschenbuch, das teils auf Selbstangaben beruht und nicht immer ganz fehlerfrei ist, waren der Preußische Staatsrat Herrmann zu Dohna-Finckenstein (1894–1942), Sohn des Carl zu Dohna-Schlobitten, und anschließend sein ältester Sohn, Hauptmann der Waffen-SS Alfred Graf Dohna (1917–1988) die letzten Eigentümer des ehemaligen Familienfideikommiss Finckenstein-Brunau im westpreußischen Kreis Rosenberg. Das letzte Güteradressbuch von Ostpreußen weist Gut Brunau mit 989 ha noch als Besitz der Dohna aus. Für große Bereiche von Finckenstein, die Nebengüter Klein Liebenau mit 676 ha und Michelau mit 309 ha ist jedoch die Ostpreußische Landgesellschaft mbH als Besitzer aufgeführt. Finckenstein wurde 1942 noch als Hauptwohnsitz der Grafen Dohna und als Erbhof bezeichnet.

### Zerstörung 1945
Der Barockgarten des Schlosses wurde um 1900 rekonstruiert. Noch immer im Besitz der Dohna-Schlobitten, wurde das Schloss während des Zweiten Weltkrieges am 22. Januar 1945 durch die Rote Armee in Brand gesetzt. Die Ruinen sind zum Teil bis heute erhalten.

## Söhne und Töchter (Auswahl)
- Friedrich Ferdinand Alexander zu Dohna-Schlobitten (1771–1831), Großgrundbesitzer und Politiker
- Rodrigo zu Dohna-Finckenstein (1815–1900), deutscher Großgrundbesitzer und Politiker im Königreich Preußen
- Gustav Schultz (1851–1928), deutscher Chemiker, Direktor der Firma Sandoz und Hochschullehrer
- Carl zu Dohna-Schlobitten (1857–1942), Schlossbesitzer, Landrat
- Alfred zu Dohna-Schlobitten (1852–1929), General der Kavallerie, verstarb am 16. Dezember 1929 auf Schloss Finckenstein

## Film
In dem 1937 gedrehten Hollywood-Spielfilm Maria Walewska (Originaltitel: Conquest) mit Greta Garbo und Charles Boyer wurde Schloss Finckenstein durch Kulissen nachgestellt.

### Architektur
- Harald Goldbeck-Löwe, Aleksandra Paradowska: Finckenstein – Kamieniec Suski. Ein barockes Gesamtkunstwerk für den Erzieher preußischer Kronprinzen. In: Isabella Woldt, Tadeusz J. Zuchowski (Hrsg.): Im Schatten von Berlin und Warschau. Adelssitze im Herzogtum Preußen und Nordpolen 1650–1850. Berlin 2010, S. 155–183, doi:10.18452/7509, urn:nbn:de:kobv:11-100184857.
- Ursula Gräfin zu Dohna: Gärten und Parks in Ostpreußen. 400 Jahre Gartenkunst. Busse Seewald Verlag, Herford 1993. ISBN 3-512-03102-1.
- Carl von Lorck: Schloss Finckenstein. Ein Bauwerk des preußischen Barock im Osten. In: Bau- und Kunstdenkmäler des deutschen Ostens, Reihe B, Band 7. Weidlich, Frankfurt am Main 1966; DNB 458845817.
- Burggraf und Graf Hannibal zu Dohna: Napoleon im Frühjahr 1807 – ein Zeitbild. Georg Wigand Verlag, Leipzig 1907.
- Finkenstein. In: Alexander Duncker (Hrsg.): Die ländlichen Wohnsitze, Schlösser und Residenzen der ritterschaftlichen Grundbesitzer in der preußischen Monarchie nebst den königlichen Familien-, Haus-, Fideicommiss- und Schattull-Gütern. Band 4. Duncker, Berlin 1861, Blatt 204 (zlb.de  [Text zwei Seiten danach]). Text

### Genealogie
- Lothar Graf zu Dohna: Die Dohnas und ihre Häuser. Profil einer europäischen Adelsfamilie, Wallstein Verlag, Göttingen 2013, ISBN 978-3-8353-1237-1, S. 773 ff.
- Hans Friedrich von Ehrenkrook, Jürgen von Flotow, Friedrich Wilhelm Euler: Genealogisches Handbuch der Gräflichen Häuser. Band I, Band 2 der Gesamtreihe GHdA. C. A. Starke, Glücksburg (Ostsee) 1952, S. 121 ff. ISSN 0435-2408
- Gothaisches Genealogisches Taschenbuch der Gräflichen Häuser 1942 A (Uradel). Zugleich Adelsmatrikel der Deutschen Adelsgenossenschaft. Jg. 115. Justus Perthes, Gotha 1941, S. 175.